# Fascellina hypocausta
Fascellina hypocausta är en fjärilsart som beskrevs av Louis Beethoven Prout 1937. Fascellina hypocausta ingår i släktet Fascellina och familjen mätare. Inga underarter finns listade i Catalogue of Life.